# Castles II
Castles II, stylizowany na CÅSTLES II – EPka amerykańskich raperów i piosenkarzy Lil Peepa i Lil Tracy’ego, wydana 7 lutego 2017 r. EP została wyprodukowana przez: Bigheada, Charliego Shuflera, Lederricka i Yung Cortexa.
Album jest kontynuacją EP Castles z 2016 r.

## Tło
17 stycznia Lil Peep i Lil Tracy nagrali piosenkę Witchblades. 29 stycznia obaj raperzy nagrali teledysk do piosenki na Echo Park Avenue w Los Angeles, gdzie mieszkali członkowie GothBoiClique. Teledysk został nakręcony przez Metro Blu i został oficjalnie wydany 27 lutego 2017 r.
24 stycznia 2017 roku Peep i Tracy nagrali cztery inne utwory z EPki w wersji demo w Skid Row w Los Angeles.
23 lutego 2017 roku filmowiec Wiggy nakręcił teledysk do utworu Favorite Dress (później przemianowane na Your Favorite Dress), który został wydany 27 października tego samego roku.
Okładka EP wzorowana jest na motywie ze strategicznej gry wideo, Castles II: Siege and Conquest z 1992 roku.
2 lipca 2021 r. EP została ponownie wydana w serwisach streamingowych, razem ze swoim poprzednikiem Castles.

## Opis
Gatunek projektu określany jest jako „grunge rap”, muzyczny styl EPki skupia się na emo rapie i rocku.
Reprezentowana przez teksty o myślach samobójczych, mroczna muzyka z Castles II przypomina muzykę rockową lat 90. z  elementami rapu. Muzyka charakteryzuje się zsyntetyzowanym hi-hatem, a teksty reprezentują nastroje Lil Peepa i Lil Tracy’ego; czyli głównie smutek.

## Lista utworów
Opracowano na podstawie materiału źródłowego.
1. Never Eat, Never Sleep – 2:18
2. Dying Out West – 2:30
3. Witchblades – 2:30
4. Past The Castle Walls – 2:48

1. Your Favorite Dress – 2:57